# Перелік заступників Міністра оборони України
У переліку після дати призначення або звільнення з посади зазначено номер відповідного Указу Президента України, для періоду з 2006 р. до 2010 р. і з 2014 р. — постанови або розпорядження Кабінету Міністрів України (зазначені в примітках).

## Перші заступники
1. Біжан Іван Васильович (27 травня 1992 р., № 309 — 24 березня 1993 р., № 101/93; 14 березня 1996 р., № 183/96 — 8 лютого 2002 р., № 114/2002)
2. Собков Василь Тимофійович, начальник Головного штабу Збройних Сил України - перший заступник Міністра оборони України (4 червня 1992 р., № 327 — 25 вересня 1992 р., № 484/92)
3. Лопата Анатолій Васильович, начальник Головного штабу Збройних Сил України - перший заступник Міністра оборони України / начальник Генерального штабу Збройних Сил України - перший заступник Міністра оборони України (24 березня 1993 р., № 97/93 — 10 лютого 1996 р., № 125/96)
4. Затинайко Олександр Іванович, начальник Генерального штабу Збройних Сил України - перший заступник Міністра оборони України (12 березня 1996 р., № 178/96 — 30 вересня 1998 р., № 1082/98)
5. Шкідченко Володимир Петрович, начальник Генерального штабу Збройних Сил України - перший заступник Міністра оборони України (30 вересня 1998 р., № 1083/98 — 13 листопада 2001 р., № 1072/2001)
6. Шуляк Петро Іванович, начальник Генерального штабу Збройних Сил України - перший заступник Міністра оборони України (27 листопада 2001 р., № 1149/2001 — 8 лютого 2002 р., № 115/2002)
7. Олійник Олександр Миколайович (10 вересня 2003 р., № 1009/2003 — листопад 2004 р.; 18 лютого 2012 р., № 124/2012 — 5 березня 2014 р., № 133-р[1])
8. Гошовська Валентина Андріївна, перший заступник Міністра оборони України з гуманітарної політики та у зв'язках з Верховною Радою України (13 вересня 2003 р., № 1030/2003 — 7 жовтня 2004 р., № 1185/2004)
9. Рудковський Дмитро Олександрович, перший заступник Міністра оборони України - керівник апарату Міністерства оборони України (5 жовтня 2004 р., № 1177/2003 — 10 лютого 2005 р., № 220/2005)
10. Стеценко Олександр Олексійович (6 жовтня 2004 р., № 1181/2004 — 25 лютого 2005 р., № 328/2005)
11. Білий Володимир Якович, перший заступник Міністра оборони України з гуманітарної політики та у зв'язках з Верховною Радою України (26 жовтня 2004 р., № 1319/2004 — 25 лютого 2005 р., № 329/2005)
12. Поляков Леонід Ігорович (19 лютого 2005 р., № 288/2005 — 23 січня 2008 р., № 102-р[1])
13. Іващенко Валерій Володимирович (5 червня 2009 р., № 604-р[1] — 26 травня 2010 р., № 922-р від 19 квітня 2010 р.[1])
14. Педченко Григорій Миколайович (31 березня 2010 р., № 727-р[1] — 2 червня 2010 р., № 1142-р[1])
15. Можаровський Володимир Миколайович (18 серпня 2010 р., № 1654-р[1] — 18 лютого 2012 р., № 121/2012)
16. Руснак Іван Степанович (10 вересня 2014 р.[2]— 14 лютого 2023 [3])
17. Павлюк Олександр Олексійович (14 лютого 2023 р.[4]— 10 лютого 2024 [5])
18. Гаврилюк Іван Юрійович  (17 травня 2024 р. [6]— 18 квітня 2025[7], з 25 липня 2025 р. [8] — )
19. Боєв Сергій Сергійович  (29 квітня 2025 р. [9] — 25 липня 2025 р. [10])

## Заступники
1. Біжан Іван Васильович (24 грудня 1991 р., № 13 — Указом Президента України від 27 травня 1992 р. № 309 призначений першим заступником Міністра оборони України; 24 березня 1993 р., № 101/93 — 14 березня 1996 р., № 183/96)
2. Ігнатенко Олександр Степанович, заступник Міністра оборони України по кадрам - начальник управління кадрів Збройних Сил України (27 травня 1992 р., № 311 — вересень 1994 р.)
3. Лопата Анатолій Васильович (4 червня 1992 р., № 328 — Указом Президента України від 24 березня 1993 р. № 97/93 призначений начальником Головного штабу Збройних Сил України - першим заступником Міністра оборони України)
4. Олійник Іван Іванович, заступник Міністра оборони України з озброєння - начальник озброєння Збройних Сил України (4 червня 1992 р., № 329 — Указом Президента України від 21 серпня 1993 р. № 349/93 призначений заступником Міністра оборони України; 15 листопада 1993 р., № 534/93 — 3 листопада 1994 р., № 658/94), заступник Міністра оборони України (21 серпня 1993 р., № 349/93 — Указом Президента України від 15 листопада 1993 р. № 534/93 призначений заступником Міністра оборони України з озброєння - начальником озброєння Збройних Сил України)
5. Михайличенко Григорій Миколайович, заступник Міністра оборони України по тилу - начальник тилу Збройних Сил України (15 листопада 1993 р., № 533/93 — 24 травня 2000 р., № 711/2000)
6. Собков Василь Тимофійович, заступник Міністра оборони України - командувач Сухопутних військ Збройних Сил України (7 квітня 1994 р., № 142/94 — 30 вересня 1998 р., № 1085/98)
7. Довгополий Анатолій Степанович, заступник Міністра оборони з озброєння - начальник озброєння Збройних Сил України (14 березня 1996 р., № 182/96 — 13 липня 2000 р., № 879/2000)
8. Безкоровайний Володимир Герасимович, заступник Міністра оборони України - командувач Військово-морських сил України (8 травня 1996 р., № 319/96 — 28 жовтня 1996 р., № 996/96)
9. Михтюк Володимир Олексійович, заступник Міністра оборони України - командувач 43-ї ракетної армії (8 травня 1996 р., № 320/96 — 20 серпня 2002 р., № 724/2002)
10. Антонець Володимир Михайлович, заступник Міністра оборони України - командувач Військово-повітряних сил України (20 червня 1996 р., № 448/96 — 19 травня 1999 р., № 519/99)
11. Стеценко Олександр Олексійович, заступник Міністра оборони України - командувач Сил протиповітряної оборони України (20 червня 1996 р., № 449/96 — 31 липня 2000 р., № 930/2000), заступник Міністра оборони України з озброєння - начальник озброєння Збройних Сил України (31 липня 2000 р., № 930/2000 — 8 лютого 2002 р., № 116/2002)
12. Єжель Михайло Броніславович, заступник Міністра оборони України - командувач Військово-морських сил України (28 жовтня 1996 р., № 997/96 — 20 серпня 2001 р., № 648/2001)
13. Шуляк Петро Іванович, заступник Міністра оборони України - командувач Сухопутних військ Збройних Сил України (30 вересня 1998 р., № 1086/98 — 20 серпня 2001 р., № 650/2001)
14. Стрельников Віктор Іванович, заступник Міністра оборони України - командувач Військово-повітряних сил України (19 травня 1999 р., № 520/99 — 20 серпня 2001 р., № 649/2001)
15. Чаповський Олександр Якович, заступник Міністра оборони України по проведенню організаційних заходів у Збройних Силах України (13 квітня 2000 р., № 591/2000 — 8 лютого 2002 р., № 113/2002)
16. Банних Віктор Іванович, заступник Міністра оборони України з питань військової політики та військового співробітництва (23 квітня 2000 р., № 616/2000 — 5 лютого 2002 р., № 101/2002)
17. Колотов Віктор Миколайович, заступник Міністра оборони України по тилу - начальник тилу Збройних Сил України (24 травня 2000 р., № 713/2000 — 8 лютого 2002 р., № 117/2002)
18. Ткачов Володимир Васильович, заступник Міністра оборони України - командувач Сил протиповітряної оборони України (31 липня 2000 р., № 931/2000 — 20 серпня 2001 р., № 651/2001)
19. Данильчук Олександр Юрійович (30 вересня 2003 р., № 1125/2003 — 16 грудня 2003 р., № 1440/2003)
20. Мунтіян Валерій Іванович (17 грудня 2003 р., № 1453/2003 — 5 жовтня 2004 р., № 1175/2004)
21. Тимофєєв Ігор Володимирович (26 грудня 2003 р., № 1519/2003 — 1 квітня 2005 р., № 577/2005)
22. Малюта Микола Дмитрович (23 січня 2004 р., № 92/2004 — 5 жовтня 2004 р., № 1176/2004)
23. Кредісов Вячеслав Анатолійович (19 лютого 2005 р., № 287/2005 — 5 квітня 2006 р., № 419[11])
24. Нещадим Микола Іванович (25 лютого 2005 р., № 330/2005 — 13 лютого 2008 р., № 103-р від 23 січня 2008 р.[1])
25. Терещенко Володимир Іванович (25 лютого 2005 р., № 331/2005 — 26 вересня 2007 р., № 762-р[1])
26. Пасько Володимир Васильович (25 лютого 2005 р., № 332/2005 — 13 грудня 2006 р., № 1706[11])
27. Бойко Володимир Олександрович (12 квітня 2006 р., № 488[11] — 4 жовтня 2007 р., № 816-р[1])
28. Марі Владислав Ігорович (13 грудня 2006 р., № 1707[11] — 30 січня 2008 р., № 170-р[1])
29. Іващенко Валерій Володимирович (4 жовтня 2007 р., № 817-р[1] — 5 червня 2009 р., № 604-р[1])
30. Дєєва Надія Миколаївна (26 грудня 2007 р., № 1257-р[1] — 11 березня 2009 р., № 266-р[1])
31. Буца Богдан Емануїлович (23 січня 2008 р., № 132-р[1] — 3 лютого 2010 р., № 176-р[1])
32. Монтрезор Ігор Леонідович (23 січня 2008 р., № 133-р[1] — 12 квітня 2010 р., № 826-р[1])
33. Діброва Володимир Антонович (17 квітня 2008 р., № 628-р[1] — 12 липня 2010 р., № 1385-р[1])
34. Черпицький Олександр Зіновійович, заступник Міністра оборони України - директор Державного департаменту надлишкового майна та земель (24 березня 2010 р., № 618-р[1] — 8 квітня 2011 р., № 427/2011)
35. Андресюк Борис Павлович (31 березня 2010 р., № 728-р[1] — 6 квітня 2011 р., № 373/2011)
36. Малярчук Михайло Васильович (31 березня 2010 р., № 729-р[1] — 6 квітня 2011 р., № 371/2011)
37. Кушнір Ігор Миколайович (31 березня 2010 р., № 730-р[1] — 18 лютого 2012 р., № 122/2012)
38. Куцин Михайло Миколайович (31 березня 2010 р., № 731-р[1] — 8 квітня 2011 р., № 428/2011)
39. Омельянчук Володимир Прокопович, заступник Міністра оборони України (31 березня 2010 р., № 732-р[1] — 30 травня 2011 р., № 631/2011), заступник Міністра оборони України - керівник апарату (30 травня 2011 р., № 632/2011 — 18 лютого 2012 р., № 123/2012)
40. Пляцук Дмитро Леонідович (18 лютого 2012 р., № 125/2012 — 16 січня 2013 р., № 28/2013)
41. Можаровський Володимир Миколайович, заступник Міністра оборони України - керівник апарату (18 лютого 2012 р., № 126/2012 — 5 березня 2014 р., № 135-р[1])
42. Бабенко Артуро Франциско (16 січня 2013 р., № 29/2013 — 5 березня 2014 р., № 134-р[1])
43. Мехед Петро Миколайович (5 березня 2014 р., № 136-р[1] — 30 вересня 2015 р., № 1009-р)
44. Павловський Ігор Валентинович (8 квітня 2015 р., № 305-р[12] — 4 вересня 2019 р.)
45. Руснак Іван Степанович (23 квітня 2014 р.[13] — 10 вересня 2014[14])
46. Шевчук Олег Миколайович (9 листопада 2016[15] — 4 вересня 2019)
47. Фролова Аліна Євгенівна, заступник Міністра оборони України (2 жовтня 2019 р., № 907-р — 11 березня 2020 р.)
48. Петренко Анатолій Григорович, заступник Міністра оборони України з питань європейської інтеграції (20 грудня 2017 р., № 942-р — 26 січня 2022 р.[16][17])
49. Марценюк Олексій Еразмович, заступник Міністра оборони України (2 жовтня 2019 р., № 906-р — 15 квітня 2020[18])
50. Поліщук Олександр Миколайович, заступник Міністра оборони України (23 жовтня 2019 р., № 1001-р [19]— 28 липня 2023[20])
51. Миронюк Олександр Юрійович, заступник Міністра оборони України (29 березня 2020 р., № 354-р — 21 липня 2021[21])
52. Старобінський Ігор Олександрович, заступник Міністра оборони України (29 березня 2020 р., № 355-р — 21 липня 2021 р.[22])
53. Гере Юлій Павлович, заступник Міністра оборони України з питань цифрового розвитку, цифрових трансформацій і цифровізації (27 травня 2020 р., № 575-р — 17 листопада 2021 р., № 1456-р [23])
54. Халімон Ігор Сергійович, заступник Міністра оборони України (12 червня 2020 р., № 662-р — 21 липня 2021 р.[24])
55. Маляр Ганна Василівна, заступник Міністра оборони України (4 серпня 2021 р.[25] — 18 вересня 2023 р. [26])
56. Носов Олександр Григорович, заступник Міністра оборони України (16 серпня 2021 р.[27] — 24 листопада 2021 р., № 1491-р[28])
57. Шаповалов В'ячеслав Володимирович, заступник Міністра оборони України (17 листопада 2021 р., № 1450-р [29][30] — 24 січня 2023 р. [31])
58. Замлинський Ростислав Теодозійович, заступник Міністра оборони України (14 січня 2022 р., № 46-р [32][33] — 18 вересня 2023 р. [34])
59. Гайдук Олег Васильович, заступник Міністра оборони України з питань цифрового розвитку, цифрових трансформацій і цифровізації (30 грудня 2021 р., № 1794-р [35][36] — 14 лютого 2023 р. [37])
60. Гаврилов Володимир Валеріанович, заступник Міністра оборони України (26 січня 2022 р.[16][31] — 18 вересня 2023 р. [38])
61. Шарапов Денис Олександрович, заступник Міністра оборони України (9 квітня 2022 р.[39] — 18 вересня 2023 р.[40])
62. Дейнега Віталій Олегович, заступник Міністра оборони України з питань цифрового розвитку, цифрових трансформацій і цифровізації (21 лютого 2023 р.)[41] — 18 вересня 2023 р. [42])
63. Шевченко Андрій Віталійович, заступник Міністра оборони України з питань європейської інтеграції (21 лютого 2023 р.[41] — 18 вересня 2023 р.[43])
64. Джигир Юрій Анатолійович, заступник Міністра оборони України (27 вересня 2023 р.[44] — 5 листопада 2024 р.[45])
65. Калмикова Наталія Фернандівна, заступник Міністра оборони України (з 27 вересня 2023 р.[46] — 6 вересня 2024 р.[47])
66. Черногоренко Катерина Леонідівна, заступник Міністра оборони України з питань цифрового розвитку, цифрових трансформацій і цифровізації (з 27 вересня 2023 р.[48] — 25 липня 2025 р. [49])
67. Гаврилюк Іван Юрійович, заступник Міністра оборони України  (5 жовтня 2023 р. [50] — 17 травня 2024 р.[51])
68. Гайдер Станіслав Мечеславович, заступник Міністра оборони України  (з 5 жовтня 2023 р. [52] — 1 жовтня 2024 р.[53])
69. Кліменков Дмитро Олегович, заступник Міністра оборони України  (з 5 жовтня 2023 р.[54] — 28 січня 2025 р.[55])
70. Половенко Віталій Миколайович, заступник Міністра оборони України (1 грудня 2023 р[56] — 23 квітня 2024 р.[57])
71. Балануца Олександр Олександрович, заступник Міністра оборони України з питань європейської інтеграції (з 17 травня 2024 р. [58] — 11 жовтня 2024 р.[59])
72. Клочко Анатолій Олександрович, заступник Міністра оборони України (з 5 липня 2024 р.[60] — )
73. Сергій Олександр Петрович, заступник Міністра оборони України (5 липня 2024 р.[61] — 8 листопада 2024 р.[62])
74. Боєв Сергій Сергійович, заступник Міністра оборони України з питань європейської інтеграції (з 11 жовтня 2024 р.[63] — 29 квітня 2025 р. [64], 25 липня 2025 р. [65] — )
75. Мельник Сергій Миколайович, заступник Міністра оборони України (з 11 жовтня 2024 р.[66] — 29 квітня 2025 р. [67])
76. Мойсюк Євген Георгійович, заступник Міністра оборони України (7 лютого 2025 р.[68] — )
77. Чуркін Валерій Валерійович, заступник Міністра оборони України (7 лютого 2025 р.[69] — 25 липня 2025 р. [70])
78. Козенко Олександр Вікторович, заступник Міністра оборони України (29 квітня 2025 р. [71])
79. Шевцов Микола Миколайович, заступник Міністра оборони України (29 квітня 2025 р. [72])
80. Гвоздяр Ганна Юріївна, заступник Міністра оборони України (25 липня 2025 р. [73] — )
81. Заверуха Володимир Олександрович, заступник Міністра оборони України (25 липня 2025 р. [74] — )
82. Мироненко Юрій Миколайович, заступник Міністра оборони України (25 липня 2025 р. [75] — )
83. Ферчук Оксана Віталіївна, заступник Міністра оборони України (25 липня 2025 р. [76] — )

## Державні секретарі і їх заступники
У 2002—2003 рр. посади заступників міністра в Міністерстві оборони України скасовувалися, замість них запроваджувалися посади державних секретарів міністерства та їх заступників.
Посаду було відновлено Постановою Кабінету Міністрів України № 730 від 19 жовтня 2016 р. «Про внесення змін до Положення про Міністерство оборони України»

### Державні секретарі
- Олійник Олександр Миколайович, Державний секретар Міністерства оборони України (25 січня 2002 р., № 69/2002 — 10 вересня 2003 р., № 1008/2003)
- Банних Віктор Іванович, Державний секретар Міністерства оборони України з питань міжнародного співробітництва (5 лютого 2002 р., № 102/2002 — помер 14 серпня 2003 р.)
- генерал-полковник Олександр Дублян (28 грудня 2016 р., № 1037-р — 11 грудня 2019 р., № 1243-р)[79][80][81]
- Говор Володимир Олександрович (11 грудня 2019 р., № 1248-р — 11 березня 2020 р., № 251-р)[82]
- Дублян Олександр Володимирович (11 березня 2020 р., № 251-р-р — 30 грудня 2021 р.)[83]
- Ващенко Костянтин Олександрович (19 січня 2022 р. [84] — 18 вересня 2023 р. [85])
- Дараган Людмила Віталіївна (22 вересня 2023 р. — [86]1 жовтня 2024 р. [87])
- Нікітенко Нікіта Сергійович в.о. (1 жовтня 2024 р. [88] — 15 квітня 2025 р.)
- Сопіга Іван Сергійович (з 15 квітня 2025 р. [89])

### Перший заступник державного секретаря
- Біжан Іван Васильович (20 березня 2002 р., № 274/2002 — 6 серпня 2003 р., № 815/2003)

### Заступники державного секретаря
- Ситник Володимир Степанович (7 травня 2002 р., № 433/2002 — 27 серпня 2003 р., № 925/2003)
- Васильєв Валерій Павлович (19 червня 2002 р., № 569/2002 — 13 листопада 2002 р., № 1016/2002)